# Hrvatska državna banka
Hrvatska državna banka, središnja banka NDH.
Osnovana je na prijedlog ministra narodnog gospodarstva. Osnovana je 10. svibnja 1941. godine Zakonskom odredbom o osnivanju Hrvatske Državne Banke. Odredba je stupila na snagu nadnevkom proglašenja u Narodnim novinama 12. svibnja 1941. godine. Osnovana je kao emisijski zavod pod suverenitetom Nezavisne Države Hrvatske. Sjedište je bilo u Zagrebu. U početku rada u djelokrug su spadali svi poslovi bivše Narodne banke kraljevine Jugoslavije, osim ako nisu bili u protuslovlju s ustavnim odredbama i zakonima NDH. Preuzela je cijelo poslovanje bivše Narodne banke kraljevine Jugoslavije na području Nezavisne Države Hrvatske, te sve njene podružnice i postojeće organizacije. Ujedno je preuzela svu imovinu bivše Narodne banke kraljevine Jugoslavije na području Nezavisne Države Hrvatske, dok se konačno imovinsko razgraničenje imalo odrediti posebnim obračunom i sporazumom između Hrvatske Državne Banke i bivše Narodne banke kraljevine Jugoslavije. Hrvatska državna banka poslovala je pod neposrednim nadzorom ministra narodnog gospodarstva, kojem je povjereno sprovođenje zakonske odredbe o osnivanju.